# ドンフランキー
ドンフランキー（欧字名:Don Frankie、2019年2月15日 - ）は、日本の競走馬。主な勝ち鞍は2023年のプロキオンステークス、東京盃、2024年のクラスターカップ。
馬名の意味は、首領＋母名より。600キログラム前後の雄大な馬体を誇り、メディアからは「超重戦車」と渾名されている。

## 経歴

### デビュー前
2019年2月15日、北海道安平町のノーザンファームで誕生。同年のセレクトセール当歳市場で早野誠により7344万円で落札された。
その後、栗東・斉藤崇史厩舎に入厩した。

### 2歳（2021年）
6月26日阪神芝1400mの2歳新馬戦でデビュー。道中中団後方を追走し直線で内側からしぶとく脚を伸ばすも2着。なおこの時の3着には後に阪急杯を制するアグリが、8着にはスプリンターズステークスを制するママコチャが入っている。7月24日新潟芝1400mの2歳未勝利戦では中団から追い上げるも5着と惜敗した。休養ののち、12月18日阪神ダート1400mの2歳未勝利戦では好スタートから先手を奪うと直線でも脚色は衰えることなく逃げ切って初勝利を収めた。

### 3歳（2022年）
1月8日中京ダート1800mの3歳1勝クラスでは7着に終わるも、3月13日阪神ダート1400mの3歳1勝クラスでは逃げ切って2勝目を挙げる。重賞初挑戦となったアーリントンカップではダノンスコーピオンの12着と大敗し、休養に入る。休養後、9月18日中京ダート1400mの3歳以上2勝クラスでは2番手追走から直線で先頭に立つと後続に5馬身差をつけ3勝目を挙げた。11月20日の姫路ステークスでは先手を取り逃げるも最後の直線でカセノダンサーにかわされ2着となった。

### 4歳（2023年）
年明け初戦となった遠江ステークスでは後続に2馬身半差をつけ逃げ切り勝ちを収め、オープンに昇級する。3月11日のリステッド競走・コーラルステークスでは道中軽快に逃げるも直線で後続馬にかわされ4着に敗れた。4月22日の京都競馬場グランドオープン記念では好スタートからハナを奪うと直線でも後続馬を寄せ付けず快勝した。7月9日のプロキオンステークスでは道中軽快にレースを引っ張ると最後は好位から追い上げてきたリメイクの追撃を首差振り切って重賞初制覇を果たすとともに、サトノティターンが保持していたJRA重賞競走の最高馬体重勝利記録（572キロ）を594キロに更新した。8月15日のクラスターカップは好スタートを決めて逃げを打ったが、鋭い末脚で直線内を抜けてきたリメイクに交わされ、前走のリベンジを許す形で2着に惜敗。10月4日の東京盃はギシギシとの先手争いを制してハナを奪うと、直線でのジャスティン・リュウノユキナとの三つ巴の叩き合いを制し、単勝1.4倍の圧倒的1番人気にこたえる重賞2勝目を挙げた。勝ち時計はコースレコードを更新する1分10秒0。その後は優先出走権を得ていたJBCスプリントには出走せず休養していたが、11月に左橈骨遠位端骨折が判明し、全治3カ月以上と診断された。

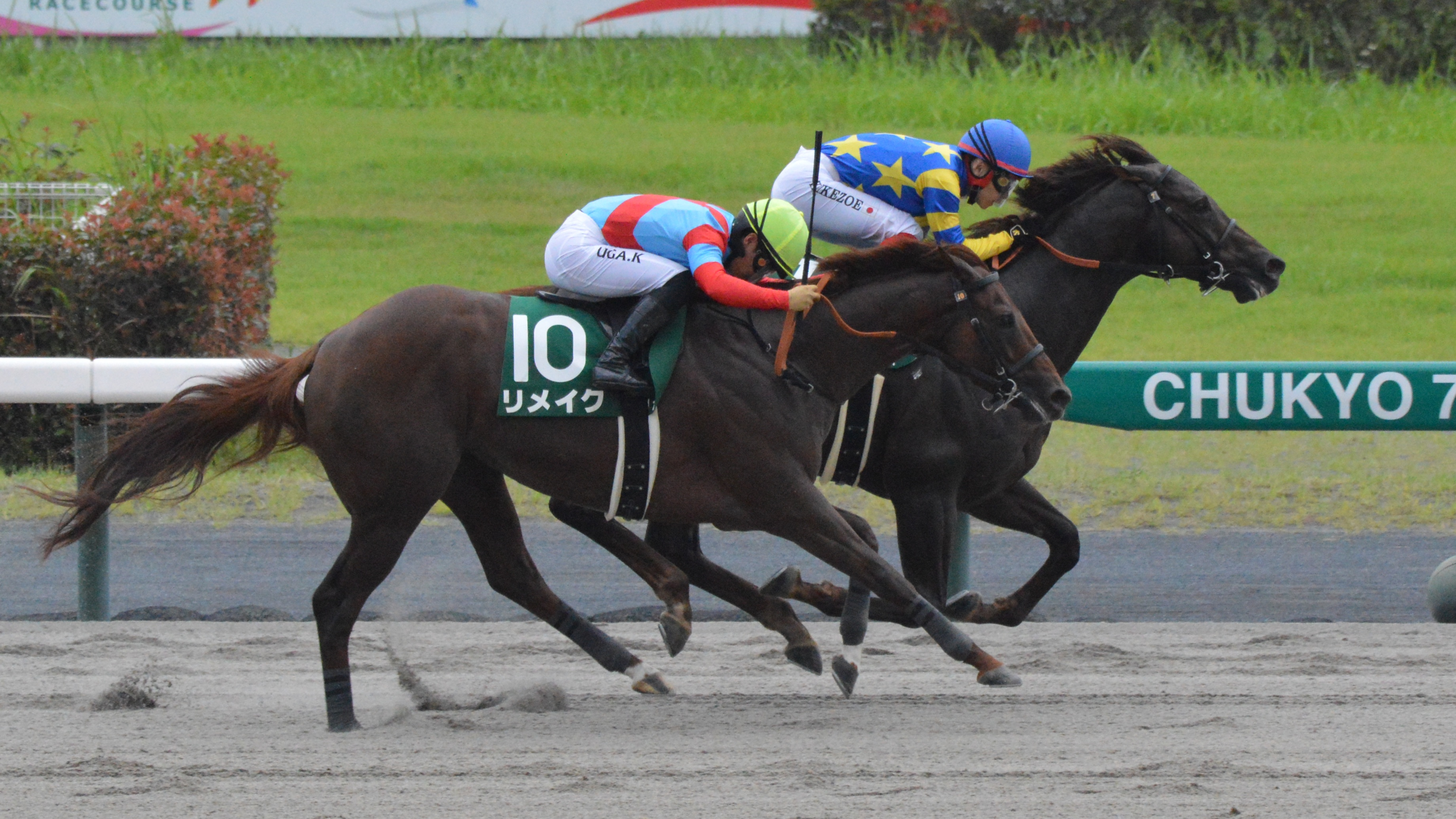
プロキオンS

### 5歳（2024年）
休養明けの始動戦に2月18日のフェブラリーステークスを選択。レースでは先頭で直線に入るも、残り200ｍで力尽き9着となった。その後、レース前に招待・受諾していた3月30日のドバイゴールデンシャヒーンへクリスチャン・デムーロと向かうことになった。スタートからハナを奪い、4コーナーを回って後続を突き放すが、勝ち馬に直線で内から交わされながらも2着を死守した。

## 競走成績
以下の内容は、netkeiba.comおよびJBISサーチの情報に基づく。
| 競走日     | 競馬場   | 競走名                         | 格     | 距離（馬場）  | 頭 数 | 枠 番 | 馬 番 | オッズ （人気） | 着順 | タイム （上り3F） | 着差 | 騎手        | 斤量 [kg] | 1着馬（2着馬）         | 馬体重 [kg] |
| ---------- | -------- | ------------------------------ | ------ | ------------- | ----- | ----- | ----- | --------------- | ---- | ----------------- | ---- | ----------- | --------- | ---------------------- | ----------- |
| 2021.06.26 | 阪神     | 2歳新馬                        |        | 芝1400m（良） | 17    | 1     | 1     | 024.00（6人）   | 02着 | R1:24.4（34.2）   | -0.2 | 0岩田望来   | 54        | タガノフィナーレ       | 576         |
| 0000.07.24 | 新潟     | 2歳未勝利                      |        | 芝1400m（良） | 15    | 8     | 15    | 002.80（1人）   | 05着 | R1:21.1（35.1）   | -0.3 | 0岩田望来   | 54        | サンデーミラージュ     | 576         |
| 0000.12.18 | 阪神     | 2歳未勝利                      |        | ダ1400m（重） | 16    | 8     | 15    | 002.40（1人）   | 01着 | R1:23.3（36.9）   | -0.6 | 0C.デムーロ | 55        | （メイショウキッド）   | 580         |
| 2022.01.08 | 中京     | 3歳1勝クラス                   |        | ダ1800m（良） | 14    | 7     | 12    | 009.60（4人）   | 07着 | R1:53.9（39.2）   | -1.0 | 0C.デムーロ | 56        | デシエルト             | 580         |
| 0000.03.13 | 阪神     | 3歳1勝クラス                   |        | ダ1400m（良） | 13    | 4     | 5     | 002.50（1人）   | 01着 | R1:24.6（38.2）   | -0.5 | 0池添謙一   | 56        | （テーオーステルス）   | 576         |
| 0000.04.16 | 阪神     | アーリントンC                  | GIII   | 芝1400m（良） | 18    | 6     | 11    | 018.50（6人）   | 12着 | R1:33.7（34.5）   | -1.0 | 0池添謙一   | 56        | ダノンスコーピオン     | 574         |
| 0000.09.18 | 中京     | 3歳上2勝クラス                 |        | ダ1400m（良） | 16    | 7     | 14    | 002.50（1人）   | 01着 | R1:22.8（36.1）   | -0.9 | 0池添謙一   | 55        | （キタノエクスプレス） | 584         |
| 0000.11.20 | 阪神     | 姫路S                          | 3勝    | ダ1400m（稍） | 14    | 2     | 2     | 001.80（1人）   | 02着 | R1:23.9（36.0）   | -0.0 | 0池添謙一   | 56        | カセノダンサー         | 580         |
| 2023.01.14 | 中京     | 遠江S                          | 3勝    | ダ1400m（重） | 16    | 7     | 14    | 001.80（1人）   | 01着 | R1:23.0（36.6）   | -0.4 | 0福永祐一   | 57        | （レオノーレ）         | 594         |
| 0000.03.11 | 阪神     | コーラルS                      | L      | ダ1400m（良） | 16    | 4     | 7     | 002.30（1人）   | 04着 | R1:24.1（37.8）   | -0.1 | 0池添謙一   | 56        | タガノビューティー     | 598         |
| 0000.04.22 | 京都     | 京都競馬場グランドオープン記念 | OP     | ダ1200m（良） | 16    | 5     | 10    | 002.70（2人）   | 01着 | R1:10.8（36.8）   | -0.3 | 0池添謙一   | 57        | （サイクロトロン）     | 598         |
| 0000.07.09 | 中京     | プロキオンS                    | GIII   | ダ1400m（稍） | 15    | 4     | 7     | 004.80（2人）   | 01着 | R1:23.0（37.5）   | -0.1 | 0池添謙一   | 57        | （リメイク）           | 594         |
| 0000.08.15 | 盛岡     | クラスターC                    | JpnIII | ダ1200m（重） | 14    | 4     | 6     | 003.10（2人）   | 02着 | R1:09.0（35.4）   | -0.4 | 0池添謙一   | 55        | リメイク               | 588         |
| 0000.10.04 | 大井     | 東京盃                         | JpnII  | ダ1200m（不） | 13    | 8     | 12    | 001.40（1人）   | 01着 | R1:10.0（35.8）   | -0.2 | 0池添謙一   | 56        | （リュウノユキナ）     | 588         |
| 2024.02.18 | 東京     | フェブラリーS                  | GI     | ダ1600m（良） | 16    | 8     | 15    | 036.0（10人）   | 09着 | R1:36.6（38.7）   | -1.0 | 0池添謙一   | 58        | ペプチドナイル         | 592         |
| 0000.03.30 | メイダン | ドバイGS                       | GI     | ダ1200m（良） | 14    |       | 3     | 010.00（5人）   | 02着 | R1:11.2           | -1.0 | 0C.デムーロ | 57        | Tuz                    | 計不        |
| 0000.08.14 | 盛岡     | クラスターC                    | JpnIII | ダ1200m（良） | 13    | 5     | 7     | 001.80（1人）   | 01着 | R1:10.0（34.5）   | -0.1 | 0池添謙一   | 57        | （クロジシジョー）     | 607         |
| 0000.11.02 | デルマー | BCスプリント                   | G1     | ダ1200m（良） | 11    |       | 5     | （7人）         | 09着 |                   |      | 0C.デムーロ | 57        | Straight No Chaser     | 計不        |
| 2025.02.02 | 東京     | 根岸S                          | GIII   | ダ1400m（稍） | 16    | 1     | 2     | 009.10（5人）   | 13着 | R1:25.2（39.5）   | -1.4 | 0池添謙一   | 57        | コスタノヴァ           | 604         |

- タイム欄のRはレコード勝ちを示す
- 競走成績は2025年2月2日現在

## 血統表
| ドンフランキーの血統                              | ドンフランキーの血統                                 | ドンフランキーの血統                        | （血統表の出典）                            | （血統表の出典） |
| 父系                                              | サンデーサイレンス系/ヘイロー系                      | サンデーサイレンス系/ヘイロー系             | サンデーサイレンス系/ヘイロー系             | [ § 2 ]          |
| 父 ダイワメジャー 2001 栗毛                       | 父の父*サンデーサイレンス Sunday Silence 1986 青鹿毛 | Halo                                        | Hail to Reason                              | Hail to Reason   |
| 父 ダイワメジャー 2001 栗毛                       | 父の父*サンデーサイレンス Sunday Silence 1986 青鹿毛 | Halo                                        | Cosmah                                      |                  |
| 父 ダイワメジャー 2001 栗毛                       | 父の父*サンデーサイレンス Sunday Silence 1986 青鹿毛 | Wishing Well                                | Understanding                               | Understanding    |
| 父 ダイワメジャー 2001 栗毛                       | 父の父*サンデーサイレンス Sunday Silence 1986 青鹿毛 | Wishing Well                                | Mountain Flower                             |                  |
| 父 ダイワメジャー 2001 栗毛                       | 父の母スカーレットブーケ 1988 栗毛                   | *ノーザンテースト                           | Northern Dancer                             | Northern Dancer  |
| 父 ダイワメジャー 2001 栗毛                       | 父の母スカーレットブーケ 1988 栗毛                   | *ノーザンテースト                           | Lady Victoria                               |                  |
| 父 ダイワメジャー 2001 栗毛                       | 父の母スカーレットブーケ 1988 栗毛                   | *スカーレットインク                         | Crimson Satan                               | Crimson Satan    |
| 父 ダイワメジャー 2001 栗毛                       | 父の母スカーレットブーケ 1988 栗毛                   | *スカーレットインク                         | Consentida                                  |                  |
| 母 *ウィーミスフランキー Weemissfrankie 2009 栗毛 | 母の父Sunriver 2003 黒鹿毛                           | Saint Ballado                               | Halo                                        | Halo             |
| 母 *ウィーミスフランキー Weemissfrankie 2009 栗毛 | 母の父Sunriver 2003 黒鹿毛                           | Saint Ballado                               | Ballade                                     |                  |
| 母 *ウィーミスフランキー Weemissfrankie 2009 栗毛 | 母の父Sunriver 2003 黒鹿毛                           | Goulash                                     | Mari's Book                                 | Mari's Book      |
| 母 *ウィーミスフランキー Weemissfrankie 2009 栗毛 | 母の父Sunriver 2003 黒鹿毛                           | Goulash                                     | Wise Bride                                  |                  |
| 母 *ウィーミスフランキー Weemissfrankie 2009 栗毛 | 母の母Starinthemeadow 2000 栗毛                      | Meadowlake                                  | Hold Your Peace                             | Hold Your Peace  |
| 母 *ウィーミスフランキー Weemissfrankie 2009 栗毛 | 母の母Starinthemeadow 2000 栗毛                      | Meadowlake                                  | Suspicious Native                           |                  |
| 母 *ウィーミスフランキー Weemissfrankie 2009 栗毛 | 母の母Starinthemeadow 2000 栗毛                      | Lite a Star                                 | Our Michael                                 | Our Michael      |
| 母 *ウィーミスフランキー Weemissfrankie 2009 栗毛 | 母の母Starinthemeadow 2000 栗毛                      | Lite a Star                                 | Twist a Star                                |                  |
| 母系(F-No.)                                       | (FN:7-f)                                             | (FN:7-f)                                    | (FN:7-f)                                    | [ § 3 ]          |
| 5代内の近親交配                                   | Halo：3×4 18.75% Northern Dancer：4×5 9.38%          | Halo：3×4 18.75% Northern Dancer：4×5 9.38% | Halo：3×4 18.75% Northern Dancer：4×5 9.38% | [ § 4 ]          |
| 出典                                              | 1. 2. 3. 4.                                          | 1. 2. 3. 4.                                 | 1. 2. 3. 4.                                 | 1. 2. 3. 4.      |

- 母ウィーミスフランキーは米国産の競走馬で、2011年のデルマーデビュータントステークスとオークリーフステークス（共にG1）を制している。また同年のハリウッドスターレットステークスでは、後にキラーアビリティの母となるキラーグレイシスと対戦している。